# Geranomyia stylobtusa
Geranomyia stylobtusa is een tweevleugelige uit de familie steltmuggen (Limoniidae). De soort komt voor in het Neotropisch gebied.